# Monica Scattini
Monica Scattini, född 1 februari 1956 i Rom, död 4 februari 2015 i samma stad, var en italiensk skådespelerska.

## Roller i urval
- 1974 – Murri-skandalen
- 1983 – Lontano da dove
- 1984 – I afton dans
- 1986 – Familjen
- 1992 – Un'altra vita
- 1994 – Kärleksdårar
- 2003–2005 – Elisa di Rivombrosa (TV-serie)
- 2009 – Nine